# モーリッツ・ロイエンベルガー
モーリッツ・ロイエンベルガー（独: Moritz Leuenberger、1946年9月21日 - ）はスイスの政治家、弁護士。
1995年から2010年まで連邦参事会の参事を務め、2001年度と2006年度には連邦大統領を務めた。

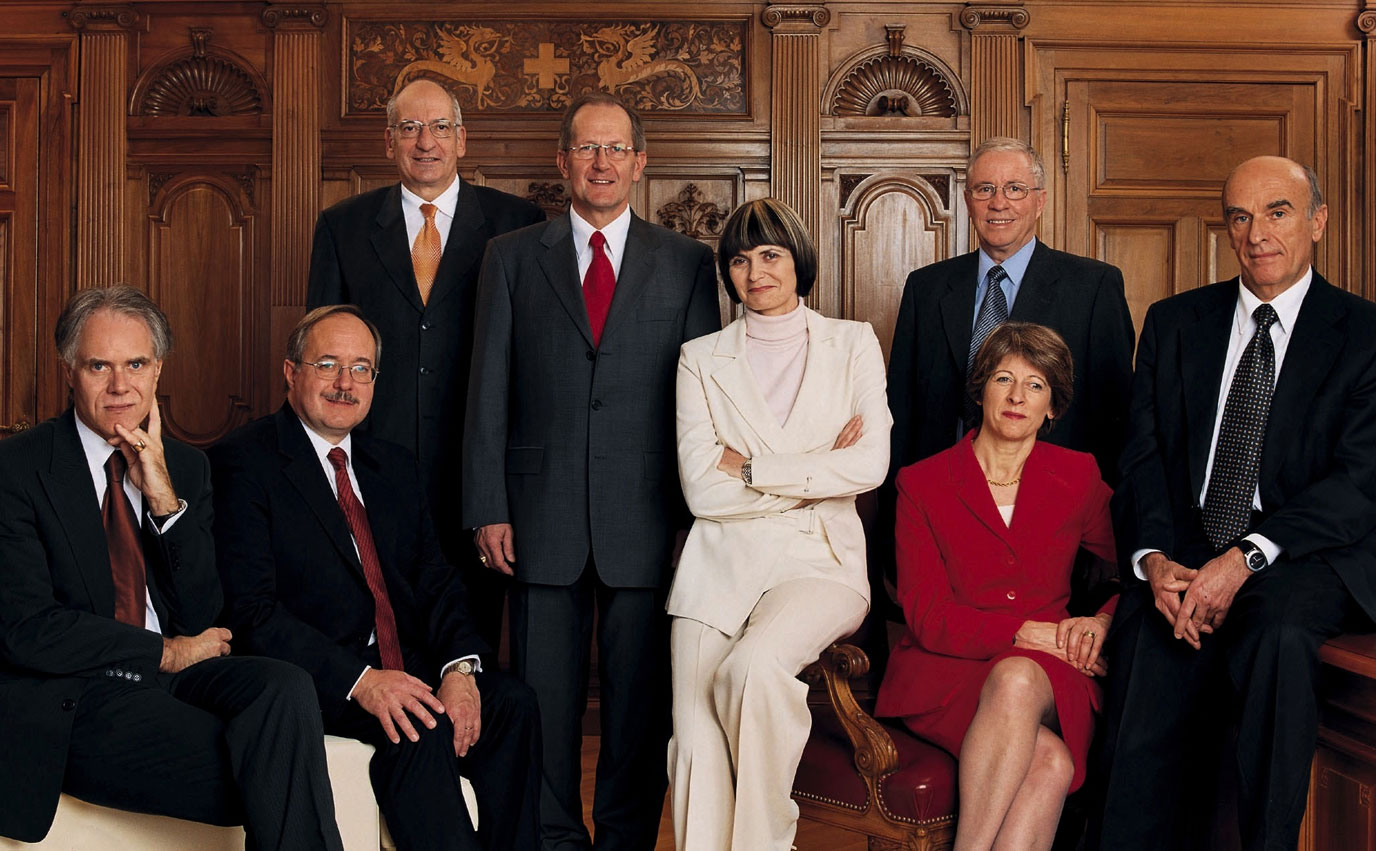
連邦参事会のメンバー7人と連邦事務総長（2004年）。左からロイエンベルガー、サミュエル・シュミット、パスカル・クシュパン、ジョゼフ・ダイス、ミシュリン・カルミー＝レイ、クリストフ・ブロッハー、アンネマリー・フーバー＝ホッツ連邦事務総長、ハンス＝ルドルフ・メルツ。